# Eugen Corrodi
Eugen Corrodi ou Eugenio Corrodi né le 2 juillet 1922 dans le canton du Tessin et mort le 7 septembre 1975, est un joueur de football suisse, qui évoluait en tant que gardien de but.

## Biographie
Tessinois d'origine, Corrodi a joué durant sa carrière dans le club de son canton du FC Lugano.
Il fut nommé Gardien de but de l'année du championnat suisse lors de la saison 1948/49.
En international, il fut appelé en tant que l'un des gardiens remplaçants du titulaire Georges Stuber en équipe de Suisse pour disputer la coupe du monde 1950 au Brésil.